# تیپاکوکه
تیپاکوکه (انگلیسی: Tipacoque) نام یک منطقه مسکونی در کلمبیا است.